# Trichomma clavipes
Trichomma clavipes är en stekelart som beskrevs av Krieger 1904. Trichomma clavipes ingår i släktet Trichomma och familjen brokparasitsteklar. Inga underarter finns listade i Catalogue of Life.